# Inocybe pallida
Inocybe pallida är en svampart som beskrevs av Velen. 1920. Inocybe pallida ingår i släktet Inocybe och familjen Inocybaceae.   Inga underarter finns listade i Catalogue of Life.